# Cindy Klink
Cindy Klink (* 1997 an der Mosel) ist eine deutsche Deaf-Performerin, Content-Creatorin und Schauspielerin. Sie überträgt Musik in Gebärdensprache.

## Leben
Klink wurde 1997 an der Mosel geboren und wuchs in einer gehörlosen Familie in einem kleinen Dorf an der Mosel auf. Im Alter von drei Jahren wurde bei ihr eine Schwerhörigkeit diagnostiziert. In Trier besuchte sie die Wilhelm-Hubert-Cüppers-Schule für Gehörlose und absolvierte dort 2014 ihren Realschulabschluss. Im Jahr 2018 besaß sie nur noch 30 Prozent ihrer Hörfähigkeit. Damals führte sie durch Lippenlesen und Gestik und Mimik ihrer Gegenüber Gespräche.  2019 beendete Klink ihre Ausbildung zur Verwaltungsfachangestellten in der Verbandsgemeinde Traben-Trarbach. Als Model war sie 2019 auf der Berlin Fashion Week zu sehen. Inzwischen ist sie komplett gehörlos. Seit Mai 2023 hat sie auf der rechten Seite ein Cochlea-Implantat.

## Wirken
Bekanntheit erlangte sie durch ihre Deaf-Performance auf Social-Media-Plattformen. Ihre erstellten Videos, u. a. zu ihren Lieblingsgruppen wie Kontra K und die Böhsen Onkelz, stellt sie bei TikTok und YouTube online. Sie selbst sagt, dass die reine Übersetzung in Deutsche Gebärdensprache nicht ausreiche, da dabei vieles verloren gehe, wie beispielsweise der Rhythmus. Mit ihrer Performance versucht sie das auszudrücken. Deswegen handele es sich nicht um dolmetschen. 2021 sagte sie „[…] [Ich] male euch ein Bild mit Gefühlen und Händen.“
Ihr erstes Video stellte Klink im Oktober 2015 online. Im Jahr 2018 „likten“ bis zu 20.000 Menschen regelmäßig ihre YouTube-Videos. Im Jahr 2019 hatte ihr YouTube-Kanal Cindy Klink – Musik in Gebärdensprache 33.000 Abonnenten. Auf Instagram folgten ihr mehr als 11.000 Menschen. Anfang 2020 hatte sie 293.000 Follower auf TikTok, im April waren es über 550.000. Ihr Videos wurden zu diesem Zeitpunkt über 1,4 Millionen Mal angeschaut. Ein von ihr am 18. April 2020 bei TikTok eingestelltes Video zu ihren persönlichen Folgen der Mund-Nasen-Bedeckung aufgrund der Corona-Krise hatte nach einem Jahr fast zwei Millionen Aufrufe. 2020 war sie für Die Goldenen Blogger in der Kategorie Bestes Talent auf Tiktok neben Bartmann und der Tagesschau nominiert. Im Juli 2023 folgten ihr im Internet 700.000 Menschen.
Bereits 2018 äußerte sie ihren Traum, bei einem Auftritt eine Band in Gebärdensprache zu begleiten. Es folgten Auftritte bei diversen Veranstaltungen, u. a. 2019 bei einem Mini-Festival als Übersetzerin für die Quakenbrücker Rock-Band Westwärts. Zudem leitete sie Workshops oder referierte zum Thema. Am 19. Juli 2023 wurde ihre Deaf-Performance zum Konzert der Fantastischen Vier bei ARTE live übertragen.
Im Jahr 2024 war sie in dem Masuren-Krimi Die verlorene Tochter in der Hauptrolle als Marika zu sehen.

## Engagement
Ihr 2018 veröffentlichtes Buch Hören wird überbewertet soll über Vorurteile gegen gehörlose Menschen aufklären und zeigen, wie ausgegrenzte Menschen sich fühlen. Nachdem sie für die KAT6A Foundation Austria den Song Lebenssymphonie gebärdete, ist sie seit 2019 Botschafterin der Foundation, die Betroffene des Arboleda-Tham-Syndroms, das u. a. zu Entwicklungsverzögerungen, signifikanten Sprachdefiziten und zu Gehörlosigkeit führen kann, und deren Familien unterstützen.
Gemeinsam mit der Aktion Mensch setzte sie sich in Die Außenseiter. Nichts kann uns aufhalten. Außer Bordsteine für eine inklusivere Gesellschaft ein. Zu sehen sind u. a. Carl Josef, Freshtorge und Phil Laude.
Mit der 2023 gestarteten Social-Media-Kampagne #SingWithSigns wirbt sie um eine barrierefreie Kommunikation. Entwickelt wurde die Kampagne von Leo Burnett. Der Song Zurück zu Dir von Levent Geiger entstand gemeinsam mit Klink und wurde von Sony Music Entertainment veröffentlicht.

## Rezensionen
Nach einem Artikel in der Zeitschrift Dolomiten habe Frei.Wild-Sänger Philipp Burger über das Cover zu dem Song Verbotene Liebe, Verbotener Kuss gesagt:  „Ich bin einfach nur begeistert. Was dieses Mädchen für einen tollen Ausdruck hat und mit diesem Lied von uns gemacht hat, hat mich einfach nur berührt.“ (Dolomiten, Nr. 282 vom 7. Dezember 2018, S. 6.)
Die Böhsen Onkelz hätten Klink nach Sichtung ihrer Videos zu einem Meet and Greet und einem anschließenden Konzert eingeladen.

## Werke

### Deaf-Performance-Auftritte (Auswahl)
- 2022: Top 10 auf der SWR1 Rheinland-Pfalz Hitparade 2022[27]
- 2023: ARTE Liveübertragung des Konzerts der Fantastischen Vier[28][20]
- 2023: Konzert von Wincent Weiss in Bielefeld[29]
- 2023: Junior Eurovision Song Contest[30][31]
- 2024: Konzert von Loi auf dem Jahnplatz, Bielefeld[32]

### Buch
- Hören wird überbewertet. Hirnkost, Berlin 2018, ISBN 978-3-947380-10-7.

### Filmografie
- 2024: Der Masuren-Krimi: Die verlorene Tochter (ARD)[33]
- 2024–2025: Hameln (ZDFneo)[34]

## Auszeichnungen
- 2024: New Faces Award in der Kategorie „Disruptive Mind by glo“ (vergeben von der Illustrierten Bunte und der Tabakmarke glo)[35]